# Auchmeddan Castle
Auchmeddan Castle, auch Auchmedden Castle, ist eine abgegangene Burg in Mains of Auchmeddan, etwa 14 km westlich von Fraserburgh in der schottischen Council Area Aberdeenshire. Die Burg lag auf der Seite eines Tobels, der zum Dorf Pennan führt. Das Gebäude stammte vermutlich aus dem 16. Jahrhundert.

## Geschichte
Das Anwesen gehörte seit 1568 der Familie Baird, die es aber Mitte des 18. Jahrhunderts an die Earls of Aberdeen, die Gordons, verkaufte. Die Burg wurde Ende des 18. Jahrhunderts abgerissen. Der Grund fiel 1858 an die Bairds, wenn auch einen anderen Familienzweig, zurück.
Bis 1913 waren noch Teile der Südmauer und einige weitere, verstreute Bausteine sichtbar, aber schon 1965 gab es keine Spur der früheren Burg mehr, da das Land kultiviert wurde.

## Legende
Thomas the Rhymer soll prophezeit haben, dass „ein Adler in einem Horst sei, solange ein Vogel (engl. „Bird“) in Auchmeddan sei“. Als die Bairds das Anwesen verließen, soll ein Adlerpaar, das in einem Horst in der Nähe der Burg nistete, ebenfalls diesen verlassen haben.